# Good Work
Good Work je pop gospelová hudební skupina, jejíž členové pocházejí z Moravy a Slezska. Typickým znakem koncertů skupiny Good Work je multižánrové pojetí hudby a její propojení se současným popem. Good Work využívá široké škály vystupujících, originální a odlehčenou moderaci[zdroj⁠?!] a zaměřuje se jak na hudební, tak na dramaticko-vizuální stránku. Skupinu tvoří popová kapela – piano, akustická a elektrická kytara, basová kytara, bicí, dále sólové nástroje a smyčcová sekce. Sólové zpěváky doplňuje vokální sbor.

## Historie
Vznik skupiny se datuje od roku 1996. Mezi zakládající členy patří vedoucí Jiří Jakubík. Původně se skupina jmenovala Paprsky. Změnu názvu oznámili 27. listopadu 2015. O rok později vydali přelomové album Znamení, na kterém spolupracovali s polským producentem Sebastianem Urbanem, mimo jiné členem skupiny TGD. Velkou část koncertů hraje Good Work také v kostelech. Skupina Good Work v roce 2017 oslavila 700 odehraných koncertů od svého založení.

## Současnost
V současnosti[kdy?] tvoří kapelu:
- Jiří Jakubík[3] – klávesy

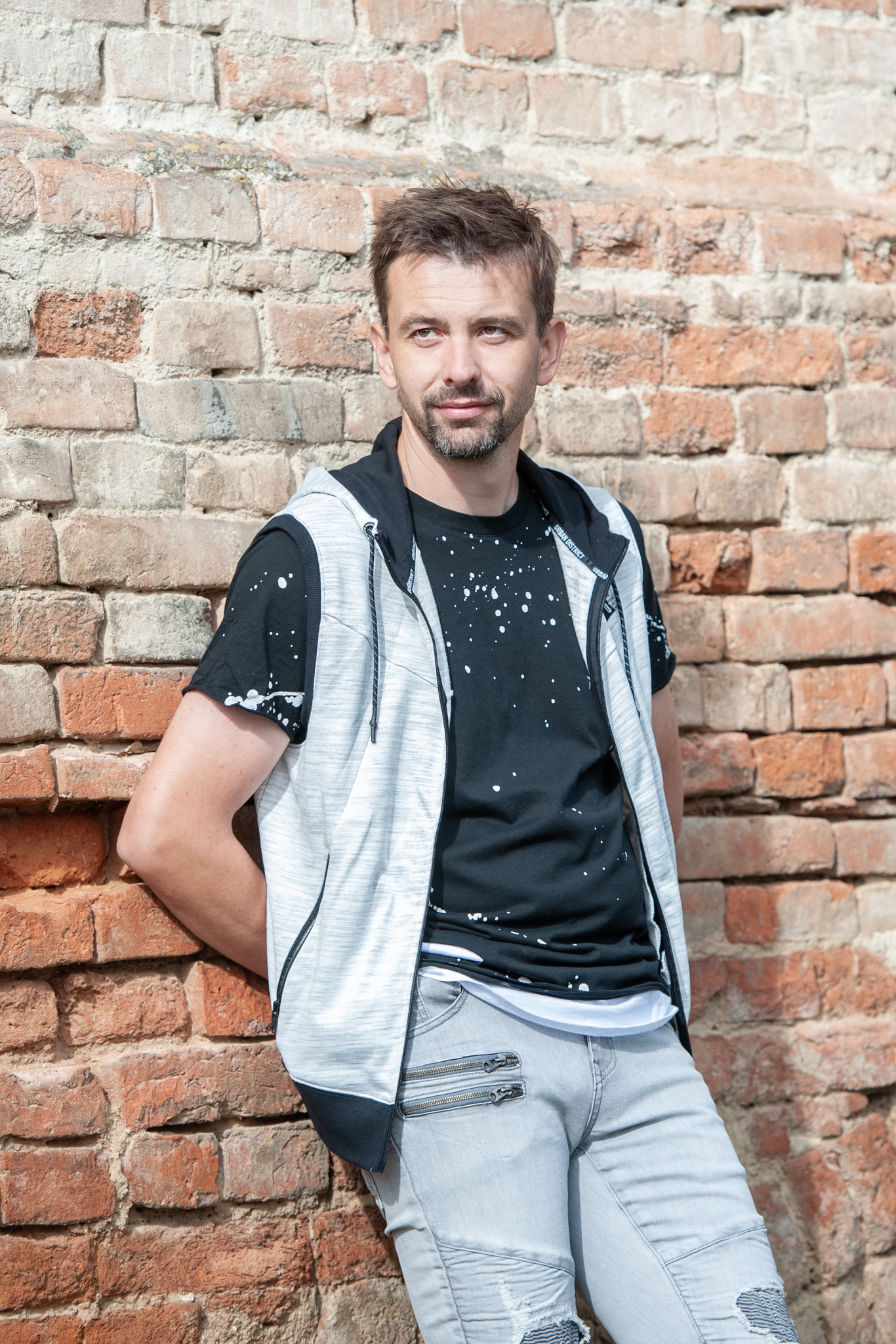
Jiří Jakubík, vedoucí skupiny Good Work

- Kateřina Strommerová – akustická kytara
- Lukáš Theuer – basová kytara
- Tereza Tmějová – bicí
- Ondřej Jakubík – bicí, ukulele, mandolína
- Radek Hais – sólové housle, elektrická kytara
- Dominik Hladký, Marie Haiso – dechové nástroje
- Marie Haisová – dirigent
- sólisté: Hana Jakubíková, Kristýna Krajčová, Radek Hais, Vendula Starečková

Pěvecký sbor tvoří vokalisté z Moravy a Slezska.

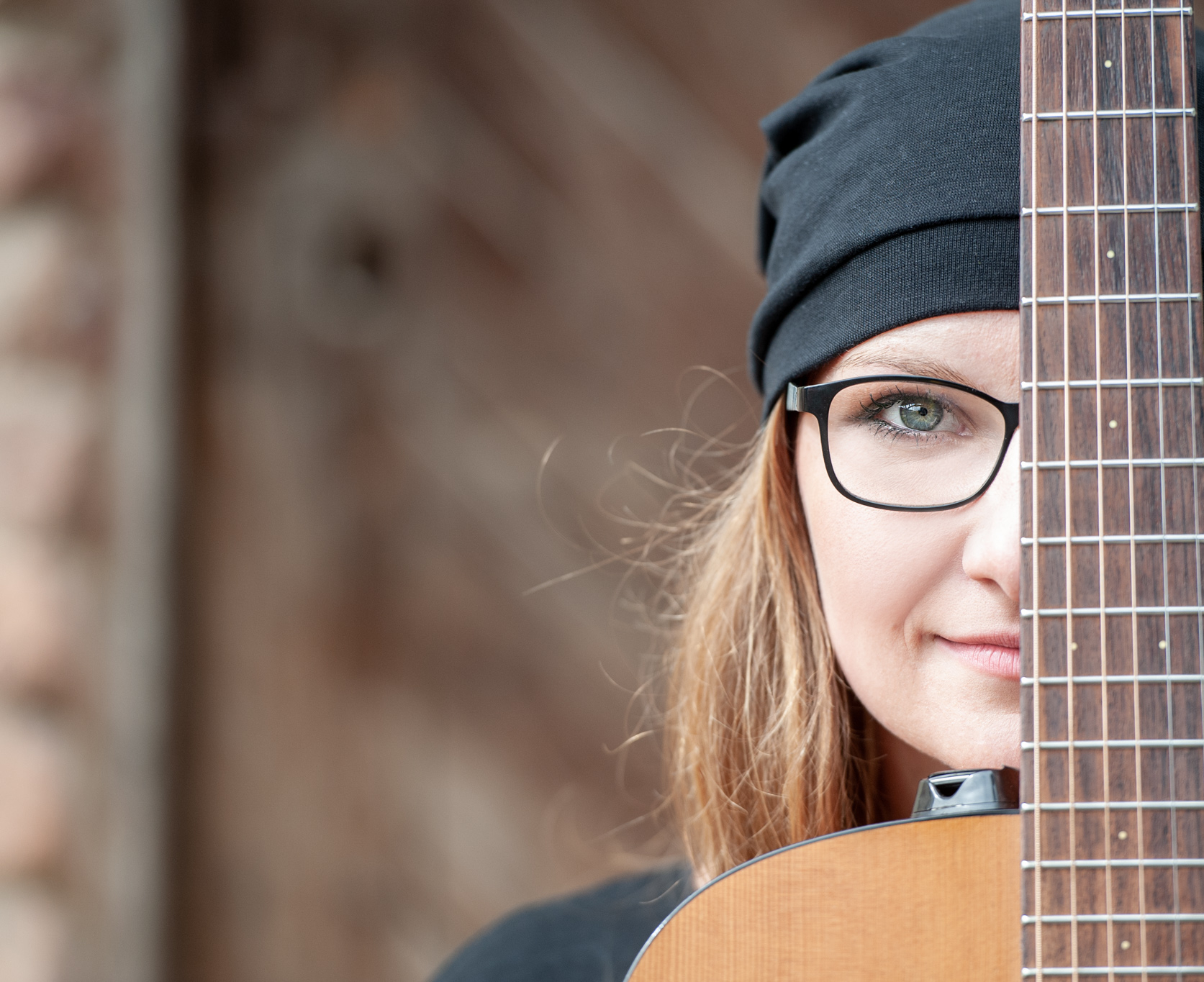
Vjerka Šablaturová, textařka skupiny Good Work

Od samého počátku je skupina otevřená novým členům, čímž se neustále rozšiřuje okruh aktivních muzikantů a zpěváků, kteří ve skupině působí. Skládá se tedy z hudebníků od severního Slezska až po nejjižnější kouty Moravy. Počet členů, které lze vídat na koncertech se pohybuje kolem dvaceti. Za celou dobu od vzniku prošlo skupinou přibližně 300 zpěváků a muzikantů.

## Diskografie

### Studiová alba
- 1996 – Studna
- 2000 – Za světlem
- 2002 – O naději
- 2006 – Okamžik
- 2011 – Cestou
- 2016 – Znamení[5]
- 2021 – Já s tebou počítám[6]

### Klipy
- 2011 – Welcome
- 2014 – S důvěrou
- 2015 – Radosti ludské
- 2016 – Be good
- 2016 – Znamení
- 2017 – Pár otázek
- 2018 – Od samého rána
- 2019 – Nechci stát
- 2019 – koleda Pásli ovce Valaši[7][8]
- 2020 – Hej, vstávej[9]
- 2020 – Do nebe zavolaj
- 2021 – Já s tebou počítám[10]
- 2021 – Buď svůj
- 2022 – Dokáď sílu mám
- 2022 – Osudy
- 2022 – Den co den
- 2023 – Jeden tým
- 2023 – Maria Panna
- 2024 – V půlnoční hodinu